# Sherry Buchanan
Pour les articles homonymes, voir Buchanan.
Sherry Buchanan, née Chery Lee Buchanan en 1954 à Biloxi (Mississippi), est une actrice américaine ayant fait carrière dans le cinéma italien.

## Biographie
Buchanan grandit à La Nouvelle-Orléans et, après avoir terminé ses études secondaires en 1973, elle travaille comme assistante de production sur le tournage en Louisiane du western spaghetti Mon nom est Personne (1973) car elle parle français et espagnol. Elle s'installe ensuite à Rome, où elle fait ses débuts dans le giallo La Lame infernale (1974), aux côtés de Mario Adorf. Son second film du réalisateur Alberto Cavallone est l'un des films italiens les plus mystérieux de la décennie : inspiré des Chants de Maldoror (1869) du Comte de Lautréamont, ce film expérimental tourné à l'été 1975 entre l'Italie et la Turquie a été terminé, monté et sonorisé mais n'a jamais obtenu de visa de censure et n'a jamais été commercialisé. Les raisons précises de cette non-commercialisation sont indéterminées, Buchanan affirmant que le contenu du film était trop anti-clérical pour la censure de l'époque tandis que le réalisateur évoque un conflit entre les producteurs.
En 1977, elle joue aux côtés de John Huston, Shelley Winters et Henry Fonda dans le film d'horreur Tentacules. Dans le poliziottesco Action immédiate, sorti en 1977, elle tient le rôle principal féminin de Vera. En 1979, elle est Emanuela dans le film érotique Deux Supersensuelles (it), inspiré des films d'Emmanuelle. Elle a également tenu un rôle principal féminin dans le film d'épouvante à petit budget de Marino Girolami, La Terreur des zombies (1979). Elle apparaît pour la dernière fois dans un rôle principal dans le film de science-fiction StarCrash 2 : Les Évadés de la galaxie III (1981).
De 1978 à 1980, elle est à l'affiche de la série télévisée française Sam et Sally, aux côtés de Georges Descrières, Corinne Le Poulain et Nicole Calfan. En 1981, elle joue dans deux épisodes de la mini-série italo-britannique Les tigres sont lâchés, qui a été remontée pour la sortie en salles sous le titre Il segreto di Seagull Island. Au milieu des années 1980, elle a encore eu deux petits rôles au cinéma, mais a ensuite mis fin à sa carrière. En 2016, le court-métrage documentaire Sherry Holocaust: Interview with Actress Sherry Buchanan est sorti, dans lequel Buchanan parle de sa carrière dans le cinéma italien.

## Filmographie

### Actrice de cinéma
- 1974 : La Lame infernale (La polizia chiede aiuto) de Massimo Dallamano
- 1975 : Maldoror d'Alberto Cavallone (film perdu)
- 1976 : Il letto in piazza (it) de Bruno Gaburro
- 1976 : L'inconveniente de Pupo De Luca (it)
- 1977 : Tentacules (Tentacoli) d'Ovidio G. Assonitis
- 1977 : Action immédiate (La via della droga) d'Enzo G. Castellari
- 1978 : La Quatrième Rencontre (Occhi dalle stelle) de Mario Gariazzo
- 1978 : La Dernière Maison sur la plage (La settima donna) de Francesco Prosperi
- 1978 : Deux Supersensuelles (it) (Il mondo porno di due sorelle) de Franco Rossetti
- 1979 : La Terreur des zombies (Zombi Holocaust) de Marino Girolami
- 1980 : Il medium de Silvio Amadio
- 1980 : Carnada (it) de Josè Juan Munguìa
- 1981 : StarCrash 2 : Les Évadés de la galaxie III (Giochi erotici nella terza galassia) de Bitto Albertini
- 1982 : Il segreto di Seagull Island de Nestore Ungaro
- 1986 : Fou à tuer (Striscia ragazza striscia) de David Schmoeller
- 1987 : Vices et Caprices (Capriccio) de Tinto Brass

### Actrice de télévision
- 1978-1980 : Sam et Sally, série télévisée créée par Jacques Vilfrid
- 1981 : Les tigres sont lâchés (Seagull Island), mini-série
- 1981 : I ragazzi di celluloide, mini-série